# Martin Lukeš
Martin Lukeš (* 17. November 1978 in Bruntál) ist ein tschechischer Fußballspieler, der seit 1989, die Saison 2003/04 ausgenommen, bei Baník Ostrava spielt.

## Karriere
Martin Lukeš begann bei Slavoj Bruntál und wechselte im Alter von elf Jahren zu Baník Ostrava. Mit 18 Jahren schaffte er den Sprung in den Profikader und war gleich in seiner ersten Saison Stammspieler. Am 22. April 1998 debütierte der Mittelfeldspieler in der Tschechischen Nationalmannschaft und erzielte bei seinem Debüt, einem 3:1 gegen Slowenien zwei Treffer, obwohl er nur 35 Minuten auf dem Platz stand. Seinen zweiten und bisher letzten Einsatz für Tschechien hatte Lukeš am 19. August 1998, seine Mannschaft gewann 1:0 gegen Dänemark. Nach 131 Ligaspielen für Ostrava wechselte Lukeš im Sommer 2003 zu Slavia Prag, blieb aber nur eine Saison. Slavia engagierte zur Saison 2004/05 Josef Csaplár als neuen Trainer, der Lukeš die Freigabe erteilte.
Der zweifache Nationalspieler kehrte daraufhin Ende August 2004 nach Ostrava zurück. Im Februar 2005 zog sich der Mittelfeldspieler eine Knieverletzung zug, musste operiert werden und fehlte in der gesamten Rückrunde. Zurück auf das Spielfeld kam er erst im Oktober 2005 und kam im Verlauf der Saison immer besser in Form. In der Saison 2006/07 zählte er wieder zur Stammformation des FC Baník Ostrava. In seinem 200. Erstligaspiel am 10. August 2007 wurde er im Spiel gegen den FK SIAD Most von Goce Toleski gefoult, zog sich erneut eine schwere Knieverletzung zu und fiel ein halbes Jahr aus. 